# Marathon Rotterdam 2007

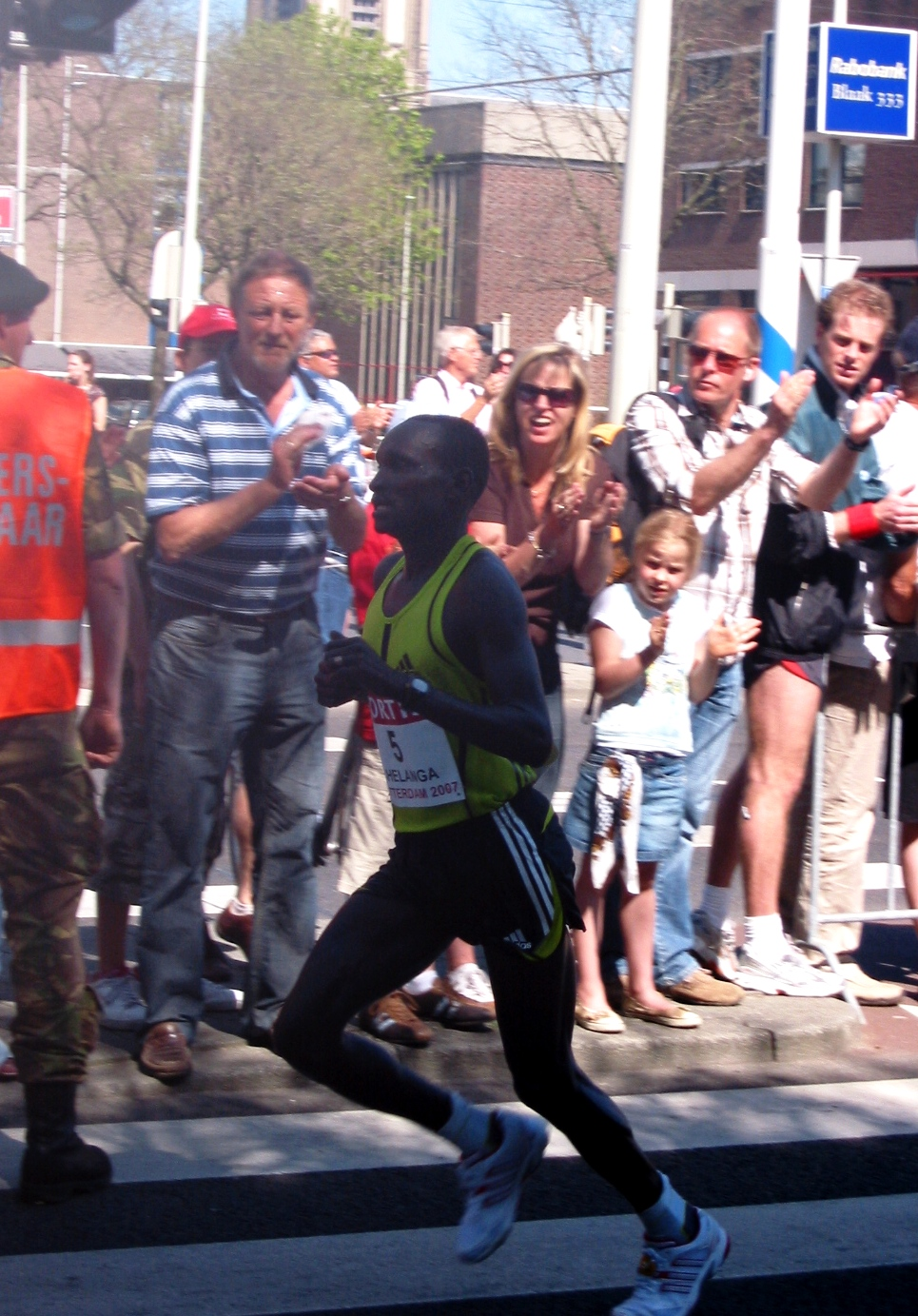
Joshua Chelanga vlak voor zijn overwinning

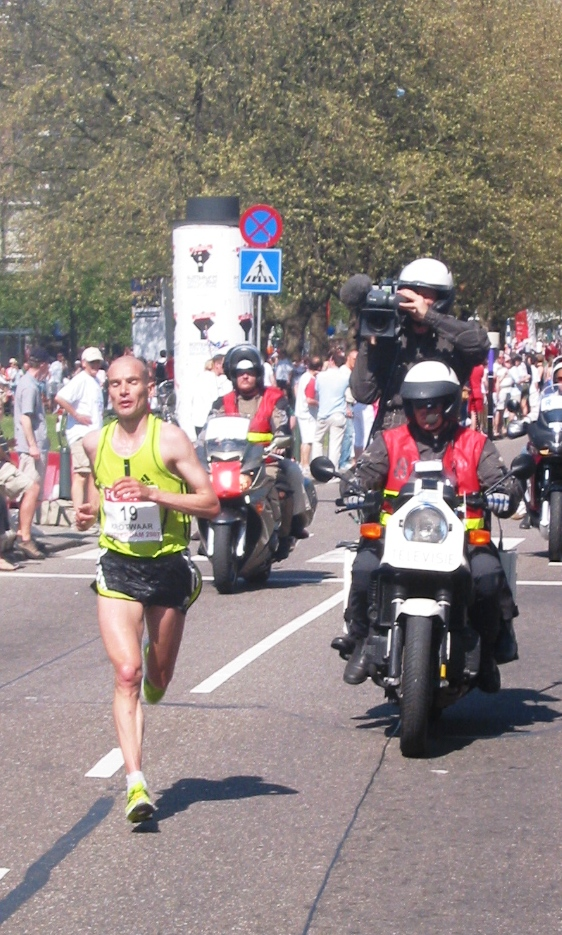
Luc Krotwaar op weg naar zijn nationale titel

De Fortis Marathon Rotterdam 2007 vond plaats op zondag 15 april. Het was de 27e editie van deze marathon.
De start vond om 11:00 plaats op de Coolsingel. De wedstrijd werd gewonnen door de Keniaan Joshua Chelanga in 2:08.21. Bij de vrouwen kwam de Japanse Hiromi Ominami als eerste over de streep in 2:26.37.
Bij deze wedstrijd werd tevens het Nederlands kampioenschap marathon afgewerkt. De nationale titels gingen naar Luc Krotwaar (10e in 2:15.28) en Nadezhda Wijenberg (6e in 2:37.25).
Vanwege het verwachte warme weer had de organisatie extra kraampjes met water neergezet. Ook raadde de organisatie de lopers aan rustiger aan te doen. De route was dit jaar hetzelfde als de marathon van 2006. Vanwege het warme weer werd de marathon rond 14:00 vanaf de Erasmusbrug ingekort. Men ging toen gelijk de Coolsingel op. Om 14:30 werd de marathon vanwege de temperatuur gestaakt. De wedstrijdlopers waren toen al binnen. Uiteindelijk zijn er tientallen mensen naar het ziekenhuis afgevoerd.
De 76-jarige Canadees Ed Whitlock vestigde een wereldrecord in de leeftijdscategorie 75+ met een tijd van 3:04.54.
In totaal finishten 4320 marathonlopers deze wedstrijd.

## Uitslagen

### Mannen
| rang   | naam                    | land | tijd      | opmerkingen |
| ------ | ----------------------- | ---- | --------- | ----------- |
| Goud   | Joshua Chelanga         | KEN  | 2:08.20,5 |             |
| Zilver | Takayuki Matsumiya      | JPN  | 2:10.03,7 |             |
| Brons  | William Kipsang         | KEN  | 2:11.03,7 |             |
| 4      | Isaac Macharia Wanjohi  | KEN  | 2:12.05,9 |             |
| 5      | Patrick Ivuti           | KEN  | 2:12.24   |             |
| 6      | Ambesse Tolosa          | ETH  | 2:12.39   |             |
| 7      | Emmanuel Mutai          | KEN  | 2:13.06   |             |
| 8      | Janne Holmén            | FIN  | 2:14.20   |             |
| 9      | Charles Kibiwott        | KEN  | 2:15.12   |             |
| 10     | Luc Krotwaar            | NED  | 2:15.28   | 1e NK       |
| 11     | Simon Munyutu           | FRA  | 2:17.00   |             |
| 12     | David Mandago           | KEN  | 2:17.28   |             |
| 13     | Francis Kiprop          | KEN  | 2:18.20   |             |
| 14     | Koen Raymaekers         | NED  | 2:19.44   | 2e NK       |
| 15     | Luke Kipkosgei          | KEN  | 2:19.45   |             |
| 16     | Martin Lauret           | NED  | 2:20.45   | 3e NK       |
| 17     | Hugo van den Broek      | NED  | 2:23.26   | 4e NK       |
| 18     | Shane Nankervis         | AUS  | 2:25.30   |             |
| 19     | Hermann Achmüller       | ITA  | 2:26.37   |             |
| 20     | Francis van Steenbrugge | BEL  | 2:28.55   |             |
| 33     | Jo Van Dorpe            | BEL  | 2:39.08   |             |
| 45     | Lambert Sels            | BEL  | 2:45.10   |             |

### Vrouwen
| rang   | naam                  | land | tijd      | opmerkingen |
| ------ | --------------------- | ---- | --------- | ----------- |
| Goud   | Hiromi Ominami        | JPN  | 2:26.36,1 |             |
| Zilver | Helena Kirop          | KEN  | 2:30.10,5 |             |
| Brons  | Alevtina Biktimirova  | RUS  | 2:31.01,5 |             |
| 4      | Atseda Baysa          | ETH  | 2:33.53,4 |             |
| 5      | Ana Dias              | POR  | 2:36.48,8 |             |
| 6      | Nadezhda Wijenberg    | NED  | 2:37.24,4 | 1e NK       |
| 7      | Adanech Zekiros       | ETH  | 2:42.46,6 |             |
| 8      | Martha Komu           | KEN  | 2:45.00,6 |             |
| 9      | Wendy Nicolls         | ENG  | 2:45.54,0 |             |
| 10     | Florence Chepkirui    | KEN  | 2:47.17,3 |             |
| 11     | Mariska Kramer-Postma | NED  | 2:50.38,7 | 2e NK       |
| 12     | Marina Gurbina        | KAZ  | 2:58.03,6 |             |
| 13     | Anilda Dewarrat       | SUI  | 3:03.28   |             |
| 14     | Martine Lust          | NED  | 3:04.23,9 | 3e NK       |

1981 ·
1982 ·
1983 ·
1984 ·
1985 ·
1986 ·
1987 ·
1988 ·
1989 ·
1990 ·
1991 ·
1992 ·
1993 ·
1994 ·
1995 ·
1996 ·
1997 ·
1998 ·
1999 ·
2000 ·
2001 ·
2002 ·
2003 ·
2004 ·
2005 ·
2006 ·
2007 ·
2008 ·
2009 ·
2010 ·
2011 ·
2012 ·
2013 ·
2014 ·
2015 ·
2016 ·
2017 ·
2018 ·
2019 ·
2020 ·
2021 ·
2022 ·
2023 ·
2024